# 渠江 (嘉陵江支流)
渠江，也称渠河，是嘉陵江的一条支流，有两个源头，东源州河出自川、陕两省边界大巴山西南麓，北源巴河出自川、陕两省边界米仓山南麓，在渠县三汇镇汇合后就称为渠江。流经渠县、广安、岳池、邻水等县境，在合川市钓鱼山下云门镇姚家沟村附近注入嘉陵江。全长720千米，流域面积3.92万平方千米，多年平均流量663立方米／秒。